# Federazione di rugby a 15 dell'India
La Federazione Rugby XV del India (in inglese Indian Rugby Football Union) è l'organo che governa il Rugby a 15 in India.
Affiliata all'International Rugby Board, è inclusa fra le nazionali di terzo livello senza esperienze di Coppa del Mondo.